# 알프레트 플라토프
알프레트 플라토프(독일어: Alfred Flatow, 1869년 10월 3일 ~ 1942년 12월 28일)는 독일의 체조 선수이다. 그는 아테네에서 열린 1896년 하계 올림픽에 참가했다.
플라토프는 1896년에 성공적인 경기를 치렀다. 그는 평행봉 경기에서 우승을 했으며 철봉 경기에서는 2위를 차지했다. 독일 팀은 단체 평행봉, 철봉 경기에서 우승을 하기도 했다. 도마와 링, 안마 경기에도 참가했다. 플라토브의 사촌인 구스타프 플라토브도 1896년 하계 올림픽에 참가한 독일 선수였다.
그가 독일로 돌아온 후에 그와 다른 독일 체조 선수 대부분은 출전 정지를 당했는데 도이체 투너샤프트가 이 올림픽을 보이콧했음에도 불구하고 출전을 강행했기 때문이다.
나치가 1933년에 독일을 장학하고 홀로코스트를 자행하자 유대인이었던 플라토브는 1938년에 네덜란드로 도망쳐야했다. 나치가 네덜란드를 침공했을 때 그는 감옥살이를 했으며 테레지엔슈타트 강제 수용소로 이송되었으며 이곳에서 73세의 나이로 세상을 떠났다. 그의 사촌인 구스타프 플라토브도 홀로코스트의 피해자로 1945년에 테레지엔슈타트 강제 수용소에서 세상을 떠났다.

## 죽은 뒤의 영광

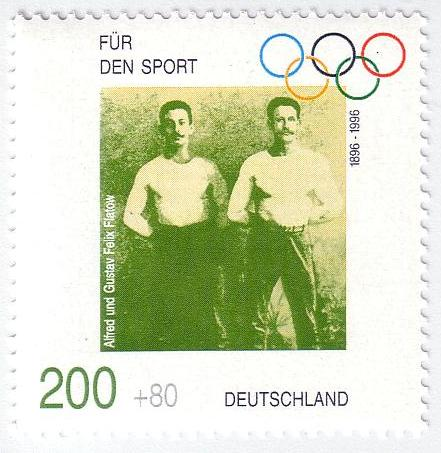
독일 우표에 있는 알프레트와 플라토브

1997년에 베를린시는 알프레드와 구스타프를 베를린 올림픽 경기장 근처에 있는 라이히스포르트펠트스트라쎄(Reichssportfeldstraße, 길 이름)를 플라토발레(Flatowallee, 플라토-가(街)로 변경했다. 베를린-크로이즈베르크에는 이 둘을 기념하는 훈장 같은 것으로 '플라토브-스포츠홀'(Flatow-Sporthalle)이 있다. 도이치포스트는 근대올림픽 100주년을 기념해서 우표 4세트를 발행했다. 이 중 하나에는 플라토브가 그려져있다.